# Sjøsanden
Sjøsanden és una platja de Noruega localitzada a la localitat de Lindesnes, al comtat d'Agder. Posseeix uns 800 metres de llarg, i en diverses ocasions ha estat seleccionada com la millor platja de Noruega. En ella, hi ha un sector il·luminat, denominat "Bestemor". La platja es localitza específicament en les coordenades geogràfiques 58° 01′ 13″ N, 07° 26′ 57″ E / 58.02028°N,7.44917°E.

## Galeria d'imatges

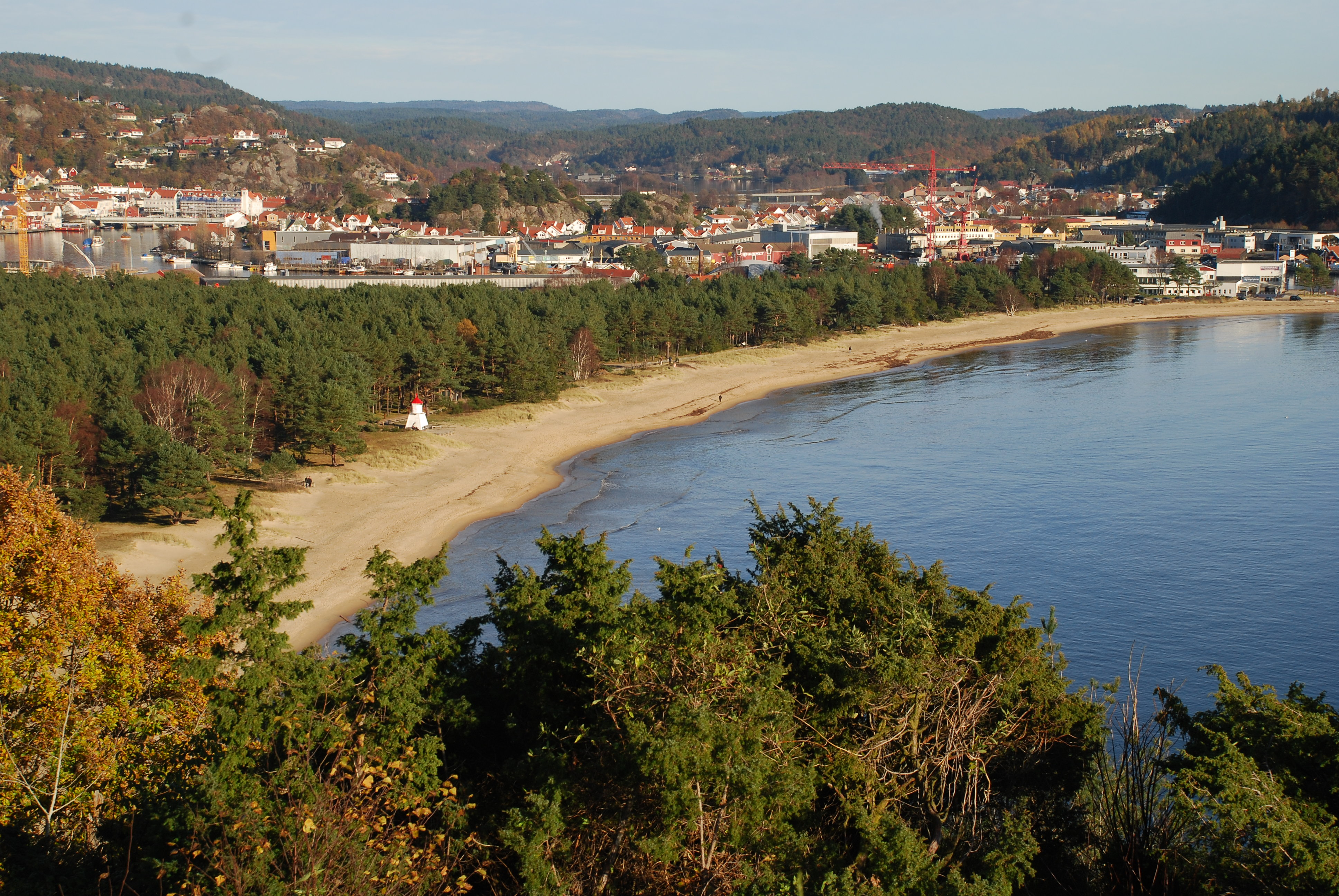
Vista de la platja
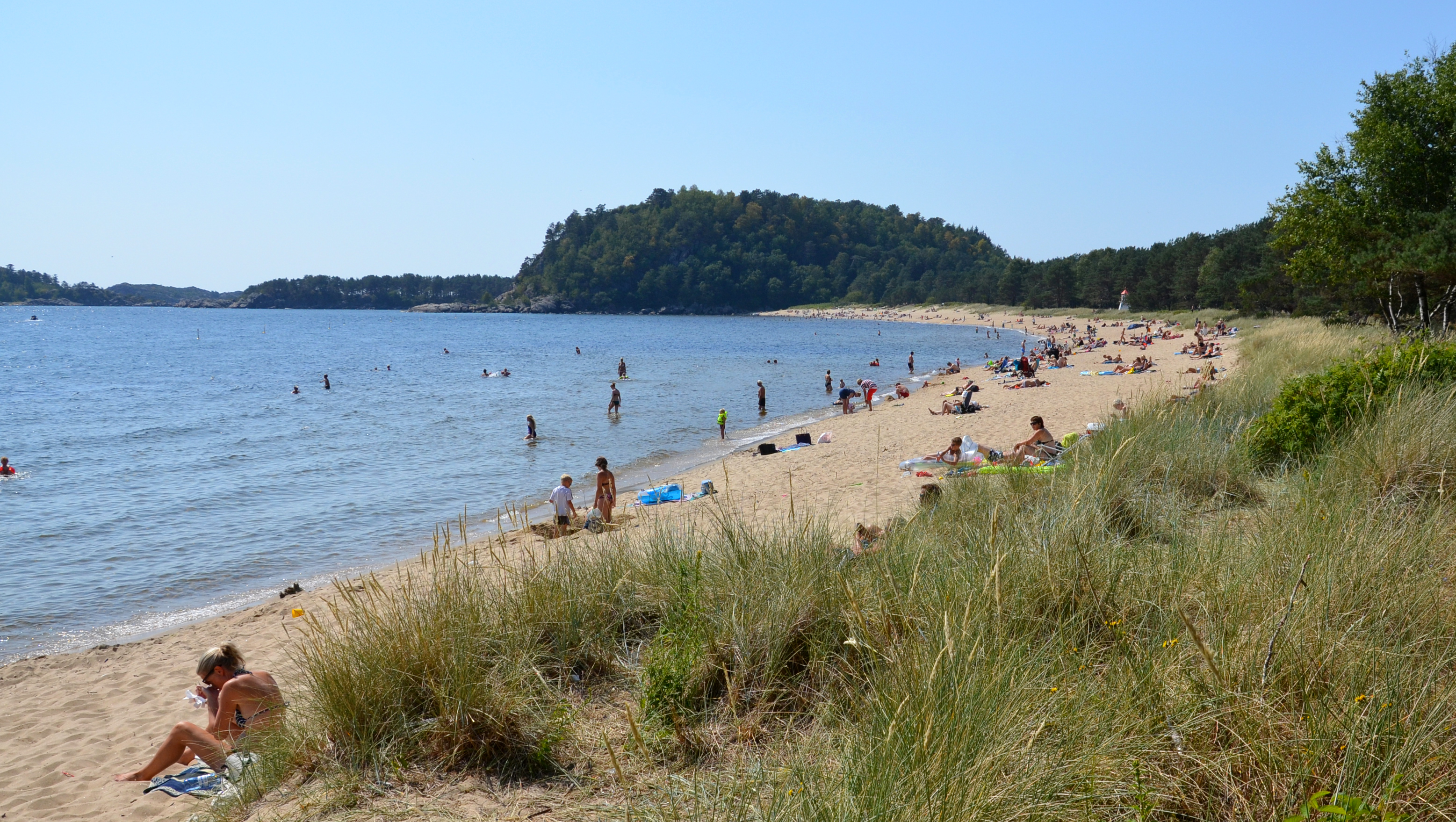
Una altra vista de la platja
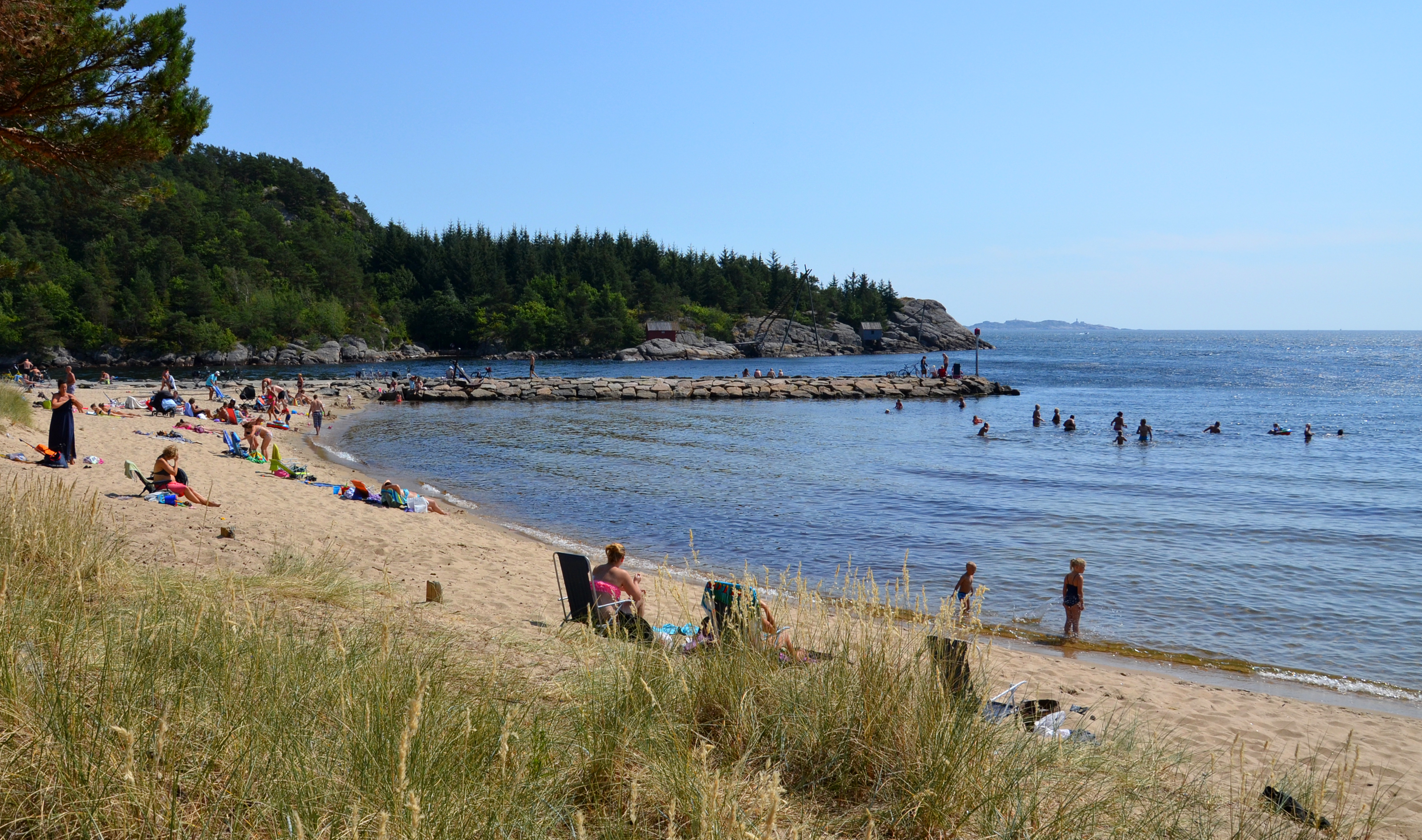
Una altra vista de la platja
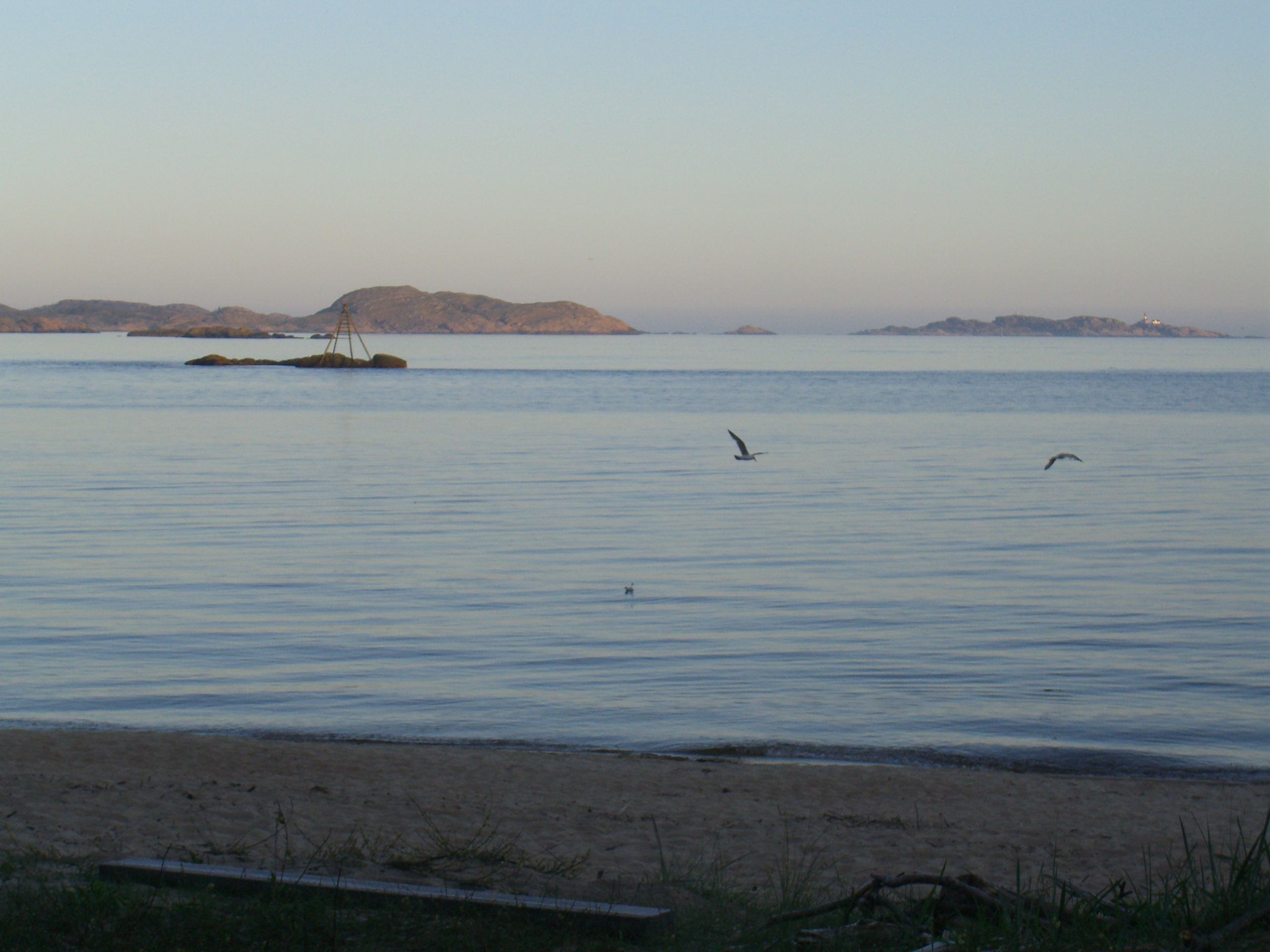
Platja de Sjøsanden